# Varenwinkel
Varenwinkel (ook: Varewinkel) is een gehucht tussen Herselt en Wolfsdonk.

## Kapel
Op Wolfdonkse Steenweg 204 werd in 1962 een eenvoudige bakstenen kapel opgericht die als hulpkerk van de Sint-Servatiusparochie te Herselt dienst ging doen. Het betrof de Heilig Hartkapel. In 2016 zou er een akkoord zijn overeengekomen tussen de gemeente en de parochie, waarbij de kapel zou worden herbenut als verenigingslokaal terwijl voorzien zou blijven in een afgesloten liturgische ruimte. In 2018 werd echter besloten om de kapel af te breken en door nieuwbouw te vervangen. In 2022 werd de kapel gesloopt om plaats te maken voor een nieuw verenigingsgebouw.
Op Wolfdonkse Steenweg 216 bevindt zich de vrije basisschool Varenwinkel.
Vele mensen beweren dat de Varenwinkel een dorp is maar het omvat uitsluitend een straat in Herselt.